# Rozgonyi Simon (országbíró)
Rozgonyi Simon (? – 1414 április), sárosi ispán (1397–1401), országbíró (1409–1414), a Sárkányrend dékánja és rektora (dracuniceque societatis decanus et rector)

## Pályája
Édesapja Rozgonyi Miklós, testvére László. Katonai pályafutását Lajos király oldalán kezdte, akit elkísért itáliai hadjáratára, és testvérével együtt részt vett Treviso (Teruisii) ostromában 1373 nyarán, ahol mindketten harcoltak és Simon súlyos sebesüléseket is szerzett.  Az itáliai hadjárat egy másik eseményéről is említést tesz egy 1410-es oklevél, melyben arról szólnak, hogy Sancti Salvatoris város ostrománál, egész a városfalakig tört, azonban ekkor egy számszeríj nyila fúrta át a lábát és sokáig kérdéses volt életben maradása.
Nagy Lajos halála után a Lengyel trón is megürült. Eredetileg Lajos lányát, Máriát szánták uralkodónak, aki azonban Magyarország királynője lett. Ekkor merült fel testvére, Hedvig neve. Azonban a lengyel nemesek egy része IV. Ziemovit, Mazóvia hercegének trónra ültetését támogatta, és 1383. június 15-én ki is kiáltották királynak. Erre válaszul Erzsébet anyakirályné 12 000 fős hadat küldött Ziemovit, mazóviai tartományába és vereséget mértek rá. Ennek a hadjáratnak is része volt Rozgonyi Simon, aki ez alkalommal is sebesüléseket szerzett. Zsigmond oldalán a török ellen is küzdött, Orehow (Bulgária) ostrománál a város erődítményig tört előre, sisakját a támadókra zúdított kőzápor törte be és máshol is sebesüléseket szenvedett.
1396-ban Nikápolynál a Rozgonyi család több tagja is harcolt a török ellen, többek között Simon, aki még föld alatti átjárón is megpróbált az ellenség táborába jutni, de végül a királlyal együtt menekülni kényszerült. A csatában rokonai, János és Oszvald életüket vesztették a túlerővel szemben vívott harc során. Nem sokkal a csat után már 1397 augusztusában kelt oklevélben már a Sárosiak igaz ispanjaként említik. 1399-ben a Liptó megyei Nagyvár Prokop morva örgróftól való visszafoglalásában segítette Zsigmondot.
1403-ban a Zsigmond ellen lázadó főurak (élükön Kanizsai János esztergomi érsekkel) Nápolyi Lászlót hívták meg a trónra, ekkor Rozgonyi újabb tanújelét adta a király iránti elkötelezettségének. Az északkeleti országrész fő lázítója Ludányi Tamás egri püspök volt, akik mellett felsorakoztak a Bebek, Debrői, Vadászy, Drugeth családok. Zsigmond három fronton indított támadást a lázadók ellen, melyből az északkeleti országrészek felé tartó csapatok irányítói Perényi Péter és Rozgonyi volt.
Perényi Péterrel Tállyánál, a lázadó Debrői István kincstárnok családjától ostromgépekkel vívta el a várat, utána Egernél, majd Szarvaskőnél ütközött meg a lázadókkal. Eger ostromára 400 lovassal érkezett és nem csupán haderejét hanem meggyőző képességét is bevetette, hogy a lázadókat lecsillapítsa. A városban történt, nagy károkat okozó gyújtogatásért Ludányit tették felelőssé, de valószínűsítik, hogy a rábeszélés mellett, a vár védőinek megfélemlítése (gyújtogatások) is a hadi taktika részét képezték.
Nem sokkal a lázadás leverése után már Bártfán találjuk Rozgonyit, aki a város lengyelek alóli felmentésében segédkezik, ugyancsak 400 lovasával. Később diplomataként is kipróbálja magát: 1406-ban Ulászló lengyel királynál jár követségben, 1407-ben pedig Ófalun tárgyal a lengyel megbízottakkal kereskedelmi kérdésekben, harmincadvám beszedésével kapcsolatban.
Szécsényi Frank halálát követően körülbelül fél évvel nevezték ki az országbírói tisztségbe; 1409 márciusában egy Budán kelt oklevél már országbíróként (Symonis de Rozgon iudicis curie) említi.
A Német Lovagrend és Lengyelország között kitört háborúban Zsigmond a lovagrend oldalára állt és 1410-ben szövetségesei megsegítésére küldött főként csehekből, morvákból és németekből álló mintegy tizenkétezer fős sereg vezetését Stibor vajdára bízta. 1411 februárjában létrejött a békemegállapodás a lovagrend és a lengyelek között, a magyar-lengyel békekötés megteremtésében Rozgonyi Simon országbíró is szerepet vállalt. Az első béketárgyalásokat Iglón (1411. március), majd Ófaluban (Antiqua Villa) és a lengyelországi Szramovice (Sromowce) faluban (1411. november - ahol egyelőre csak 1412. augusztus 15-ig tartó fegyverszünetben állapodtak meg, de kilátásba helyeztek egy személyes találkozót is), majd újra Ófaluban és Iglón (1412 február-március) folytatták. A béke aláírására végül 1412. március 15-én, Lublón került sor.
Halálára 1414. április 9 és április 16-a között került sor.

## Családja
Felesége Anna volt, kivel már 1399-ben házasságban élt gyermekeivel. Egy 1423-ban kelt oklevél egy Margit nevű asszonyról, Rozgonyi Simon özvegyéről tesz említést, aki V. Márton pápától nyert bűnbocsánatot.
Gyermekei közül többen beírták magukat a magyar történelembe:
- Simon fia előbb veszprémi, majd egri püspök később fökancellár, aki a Várnai csatában vesztette életét
- István, Zsigmond király híve, több vármegye főispánja, országnagy
- György, országbíró
- Ilona, Hédervári György lovászmester felesége